# Tadalafila
Tadalafila é um medicamento usado para tratar a disfunção erétil, hiperplasia prostática benigna e hipertensão arterial pulmonar. É tomado por via oral. O início dos efeitos do Tadalafila começa a partir de 30 minutos e a duração dos efeitos é de até 36 horas. Por estes motivos, o medicamento também é chamado de "Pílula do fim de semana". 
Nos Estados Unidos, tadalafila recebeu a aprovação da entidade Food and Drug Administration, havendo-se tornado disponível em Dezembro de 2003, como "a terceira pílula contra impotência masculina", sucedendo sildenafila (Viagra, "a primeira pílula") e vardenafila (Levitra, "a segunda pílula").
Devido ao seu efeito prolongado quando comparado com os antecessores (dura cerca de 36 horas), é algumas vezes chamado de pílula do fim de semana.

## História
A história do Cialis não pode ser discutida sem mencionar o fármaco da Pfizer, o Viagra. A sua aprovação pela FDA em 27 de março de 1998, levou esta droga prescrita para um grande sucesso logo no seu primeiro ano no mercado, vendendo quantias equivalentes a bilhões de dólares. Entretanto, as coisas mudaram consideravelmente para o gigante das drogas de disfunção erétil quando a FDA também aprovou o Levitra em 19 de agosto de 2003 e o Cialis em 21 de novembro de 2003. Em 1993 a companhia farmacêutica Icos começou a estudar o IC351, que é um inibidor da enzima PDE5, inibição esta que é basicamente o processo pela qual os medicamentos de disfunção erétil trabalham. Em 1994, os cientistas da Pfizer descobriram que o citrato de sildenafila, que é um pó cristalino branco que temporariamente normaliza a função erétil do pênis (ao bloquear a enzima que é conhecida como inibidora das reações químicas que causam as ereções), fez com que os pacientes cardíacos que estavam participando de um estudo clínico cardiológico tivessem ereções. Embora os cientistas não estivessem testando o composto químico IC351 para a disfunção erétil, o composto demonstrou ter um efeito colateral que potencialmente poderia valer milhões, se não bilhões de dólares. Logo a Icos recebeu seu primeiro paciente em 1994 para os estudos do IC351, e os testes clínicos da primeira fase iniciaram em 1995. Em 1997, a segunda fase dos estudos clínicos foi iniciada e a Icos realizou seu primeiro estudo com pacientes que tinham disfunção erétil. A segunda fase durou cerca de dois anos, e logo em seguida a terceira fase começou.
Em 1998, a corporação Icos, e Eli Lilly e Company, comercializaram a droga para a disfunção erétil, e dois anos depois, eles fizeram outro registro da droga com a FDA para o IC351; a única diferença é a de que eles decidiram chamar a droga de Cialis. Em maio de 2002, Icos e Eli Lilly e Company relataram à Associação Americana de Urologia que a terceira fase dos testes mostrou que o Cialis trabalha por até 36 horas, e um ano após a Icos e Eli Lilly e Company receberam a aprovação da FDA para a comercialização do Cialis. Uma vantagem que o Cialis tem sobre o Viagra é a de que a tadalafila tem uma meia-vida de eliminação de 17,5 horas (e conseqüentemente o Cialis pode trabalhar por até 36 horas) se comparada com as 4 horas de meia-vida da sildenafila (Viagra). O atraso do início varia significativamente mais do que com sildenafil (30 minutos a várias horas).
Eli Lilly comprou a corporação Icos por $2,1 bilhões de dólares em 2006.

## Mecanismo de ação
O processo fisiológico da ereção envolve a liberação de óxido nítrico (NO) ao corpo cavernoso do pênis. O óxido nítrico liga-se a receptores da enzima guanilato ciclase, o que provoca um aumento nos níveis de guanosina monofosfato cíclico (GMPc). O GMPc promove um relaxamento da parede muscular dos vasos sanguíneos do pênis, aumentando o fluxo sanguíneo e possibilitando a ereção.
A tadalafila é um potente inibidor seletivo da PDE5 (fosfodiesterase tipo 5), uma enzima encontrada principalmente nas paredes das artérias do pênis, da próstata e dos pulmões e responsável pela degradação do GMPc no corpo cavernoso. A estrutura química da tadalafila possui certa semelhança à estrutura do GMPc, e compete com este pela ligação à PDE5. Disso resulta um aumento nos níveis de GMPc e melhores ereções. A tadalafila não é capaz de produzir ereções por si só, sem a presença de estímulos sexuais, pois sem estes não há ativação do sistema óxido nítrico/GMPc. A sildenafila (Viagra) e a vardenafila (Levitra) agem de modo semelhante.
A tadalafila está sendo estudada como um possível tratamento para a hipertensão arterial pulmonar, graças a seu efeito sobre o GMPc. Espera-se que a tadalafila possibilite a abertura dos vasos sanguíneos pulmonares, reduzindo a pressão e a resistência nas artérias pulmonares, e diminuindo a carga de trabalho do ventrículo direito do coração.

## Informação química
A fórmula química da tadalafila é C22H19N3O4, e seu nome oficial segundo as regras de nomenclatura da IUPAC é (6R,12aR)-6-(1,3-benzodioxol-5-il)-2-metil-2,3,6,7,12,12a-hexahidropirazino[1',2':1,6]pirido[3,4-b]indol-1,4-diona. Sua massa molecular é 389.41 g/mol. Os comprimidos de tadalafila são revestidos, e têm cor amarela e formato amendoado.

## Doses e Características
A Tadalafila é comercializada sob diferentes nomes e com diferentes objetivos de tratamento.
- Tadalafila 2,5 e 5 mg - tratamento diário de disfunção erétil e para controlo prostático (hiperplasia prostática benigna)
- Tadalafila 10mg e 20mg - para tratamento da disfunção erétil, tendo um efeito de até 36 horas.
- Adcirca 20mg - tratamento da hipertensão pulmonar

## Efeitos colaterais
Os efeitos colaterais mais comumente encontrados após o uso de tadalafila são cefaléia, indigestão, dores nas costas e nos músculos, rubor facial, e coriza ou congestão nasal. Os efeitos colaterais normalmente desaparecem em algumas horas. As dores musculares podem ocorrer até 12 a 24 horas após a ingestão do medicamento, e normalmente desaparecem em dois dias. Em maio de 2005, o FDA apurou que a tadalafila—assim como outros inibidores da PDE5—pode ocasionar perda da visão em certos pacientes, inclusive diabéticos.

## Interações medicamentosas
Como os inibidores da PDA5 podem abaixar temporariamente a pressão sanguínea, os medicamentos da classe dos nitratos (como a nitroglicerina) não devem ser utilizados por ao menos 48 horas após a última dose de tadalafila. O uso de nitratos durante este período pode aumentar o risco de hipotensão grave.
Como os nitratos não podem ser utilizados nas 48 horas seguintes ao uso de tadalafila, é recomendado que pacientes que tomam tais medicamentos para o alívio da angina busquem auxílio médico imediatamente caso sintam dores no peito.

## Contra-indicações
Hipersensibilidade à tadalafila ou a qualquer outra substância presente na composição do medicamento. Deve evitar-se o tratamento em homens com doença cardíaca a quem foi desaconselhada a atividade sexual, nomeadamente homens com infarto do miocárdio há menos de 90 dias, doentes com angina instável, com insuficiência cardíaca grave, com arritmia grave e hipotensão crónica ou com  AVC há menos de 6 meses.